# André Le Ruyet
André Le Ruyet, né le 2 décembre 1932 à Saint-Denis (alors dans le département de la Seine) et mort le 9 avril 2021 à Lorient (Morbihan), est un poète et écrivain français d'origine bretonne.

## Biographie
Fils d’une conteuse en langue bretonne, il est l'auteur de nouvelles, de poèmes et de romans initiatiques, imprégnés de fantastique breton et non dénués d'humour. 
Enfant de la banlieue rouge, il milite à la Jeunesse ouvrière chrétienne. Après avoir travaillé aux NMPP, il entame un retour au pays de sa famille et commence une carrière d’écrivain tardive mais remarquable. Après un licenciement, il se lance dans l'écriture de nouvelles, puis de romans.
Il a reçu le prix Corbière pour Morvarc'h, le prix des Écrivains bretons pour Itinéraire de Paris à Kernascléden et le prix Bernard Moitessier pour Spectralement vôtre. 
Itinéraire de Paris à Kernascléden, qui évoque la vie de l'auteur et celles des membres de sa famille, Bretons du pays Pourlet émigrés à Paris, est un récit dans lequel le million de Bretons de Paris peut se reconnaître. Il a obtenu le Prix de la Fédération des Bretons de Paris 2005.
André Le Ruyet était membre de l’Association des Écrivains Bretons et de l'Association "Emergences Littéraires et Artistiques" pour la promotion de la littérature bretonne, et principalement du Centre-Bretagne. De ce fait, il collaborait régulièrement à la revue Audio ELAÏG.
L'avis de décès publié dans le journal Ouest-France du samedi 17 avril 2021 est rédigé ainsi :
« Toute la famille et ses nombreux amis ont le regret de vous annoncer que André Le Ruyet, écrivain, poéte et âme bretonne, ne pourra désormais honorer toute invitation que vous pourriez lui faire. Il est parti le 9 avril 2021 siroter le chouchen avec l'Ankou. 
Pour autant, son esprit libre assurera ses permanences dans nos cœurs et dans nos pensées. »

## Publications
- Sklérigenn, Coop Breizh, 1993
- Morvac’h, cheval de mer, Liv'Éditions, 1998
- Malle en vrac, Jodem, 2002
- Du rififi au gagatorium, Jodem, 2005
- Itinéraire de Paris à Kernascléden, Manuscrits ouverts, 2005 (prix de la Fédération des Bretons de Paris 2005)
- Pavés et Bleuets, Éditions Bleu de Mer, 2006
- Spectralement vôtre, Manuscrits Ouverts, 2008
- Le chasseur de touristes, dans l'anthologie Longères, bombardes et ressacs, Stéphane Batigne Éditeur, 2016.

## Pour approfondir